# Riolastras
Riolastras es una localidad del municipio de Solórzano (Cantabria, España). En el año 2008 contaba con una población de 45 habitantes (INE). La localidad se encuentra a 158 metros de altitud sobre el nivel del mar, y a 3,7 kilómetros de la capital municipal, Solórzano.
A esta localidad se accede desde la carretera CA-267 a través de la carretera CA-674 y carece de líneas de transporte público regular.